# Richard Ulrich
Pour les articles homonymes, voir Ulrich.
Richard Ulrich (né en 1942 à Stuttgart) est un auteur allemand de jeux de société.

## Ludographie

### Seul auteur
- Le Jeu des Pêcheurs (Fischerspiel), 1987, Herder Spiel

### AvecWolfgang Kramer
- El Grande, 1995, Hans im Glück, Spiel des Jahres  1996, Deutscher Spiele Preis  1996
- Hot Dog, 1996, Amigo
- El Caballero, 1998, Hans im Glück
- Die Händler, 1999, Queen Games
- Les Princes de Florence, 2000, Alea / Rio Grande / Ystari Games, International Gamers Awards  multi-joueurs 2001
- Flaschenpost (Bouteille à la mer), 2001, Schmidt Spiele